# 대한민국의 경제 개발 5개년 계획
경제개발 5개년 계획(經濟開發五個年計劃)은 박정희 정부 주도로 1962년부터 1996년까지 총 7차에 걸쳐 실행된 경제 발전 계획을 말한다. 4차부터 경제사회개발이라 수정되었고, 5차부터는 '경제사회발전 5개년 계획'(經濟社會發展五個年計劃)(1981~1996)으로 명칭이 바뀌어 진행되었다.

## 전개
이승만 정부는 1956년 장기경제개발계획 시안을 미국에 제출, 개발의지를 표명하였고 국가 주도 산업화정책, 경제개발계획의 기획과 구상은 박정희 정권이 추진한 경제개발 5개년 계획으로 현실화되었다.
4.19 혁명으로 정권을 획득한 장면 정권은 박정희 정권과 달리 '선민중화 후산업화'를 주장하며 산업화의 추진 방향을 설정하였다.
장면내각 당시 Caharles Jr Wolf.박사가 The Oregon Advisory Group in korea (1961)를 통해 도움을 주었고 각개 전문가가 참여하여 만들어진 5개년 계획은 5.16 이후 부흥부의 새 명칭인 건설부의 이름 아래 시안으로서 발표되는데 이는 장면내각 부흥부 산하 산업개발위원회에서 만들어왔던 것이기 때문에 장면내각의 정책적 방향성을 가리키는 것으로 보아도 무방하다. 이는 불균형성장론 채택과 계량적 기법 도입을 최초로 하였다는 점에서 박정희 정부 노선의 시초가 된다.
1961년 5·16 군사정변 이후 박정희는 유원식을 앞세워 독자적인 종합경제재건계획안을 내놓거나 최고회의를 통해 계획을 수정하는 등 1차산업 증산 및 1차 산품 수출 증대에 따른 외화 조달, 내포적공업화 노선 채택을 시도하나, 미국의 원조 중단 위협 끝에 종합제철소 계획 백지화, 재정안정계획의 복원 등을 하면서 공산품 수출지향의 노선으로 회귀해 1962년 1월 13일 《제1차 경제개발 5개년 계획》을 발표했다. 이후 1962년에 시작되어 1997년 폐지될 때까지 총 7회의 경제개발 5개년 계획이 단행되었다.
| 명칭                          | 시작 년도       | 종료 년도 | 비고                        |
| ----------------------------- | --------------- | --------- | --------------------------- |
| 제1차 경제개발 5개년 계획     | 1962년 1월 13일 | 1966년    | 경공업 육성                 |
| 제2차 경제개발 5개년 계획     | 1967년          | 1971년    | 새마을운동 시행             |
| 제3차 경제개발 5개년 계획     | 1972년          | 1976년    | 중화학공업 육성             |
| 제4차 경제개발 5개년 계획     | 1977년          | 1981년    | 자력성장(목표)              |
| 제5차 경제사회발전 5개년 계획 | 1982년          | 1986년    | 물가안정, 무역수지 흑자시대 |
| 제6차 경제사회발전 5개년 계획 | 1987년          | 1991년    | 1988년 하계올림픽 개최      |
| 제7차 경제사회발전 5개년 계획 | 1992년          | 1996년    | 1인당 국민소득 1만달러 달성 |

## 제1차 경제 개발 5개년 계획
제1차 경제개발 5개년 계획(1962년 ∼ 1966년)의 주요 골자는 전력·석탄의 에너지원과 기간산업을 확충하고, 사회간접자본을 충실히 하여 경제개발의 토대를 형성하는 것이었으며 우리나라의 많은 노동력을 이용하여 경공업 중심으로 발전시켰다. 그 밖에 농업생산력을 확대하여 농업소득을 증대시키며, 수출을 증대하여 국제수지를 균형화하고 기술을 진흥하는 일 등이었다.
또한, 월남전 파병, 한독근로자채용협정에 의한 '파독광부'와 '파독 간호사'로 외화를 벌 수 있게 되었다. 1965년 한일기본조약 체결로 약 6억달러(무상원조 3억달러, 차관 3억달러)가량의 자금이 들어오면서 경제개발의 밑거름이 되었다.
이 시기의 경제성장률은 7.8%로 목표를 상회하였으며, 1인당 국민총생산(GNP)는 $83에서 $126로 증가되었다. 1964년 수출 1억달러 달성을 기념해서 11월 30일을 '수출의 날'로 지정하면서 본격적인 수출 드라이브 정책이 전면에 등장했다.

## 제2차 경제 개발 5개년 계획
제2차 경제개발 5개년 계획(1967년 ∼ 1971년)은 식량 자급화와 산림 녹화, 화학·철강·기계공업의 건설에 의한 산업의 고도화, 10억 달러의 수출 달성(1970), 고용확대, 국민소득의 비약적 증대, 과학기술의 진흥, 기술수준과 생산성의 향상에 그 목표를 두었다. 이 목표를 달성하기 위한 소요자금 9,800억원 중 국내자금이 6,029억원, 외자가 14억 2100만 달러였다.
1969년 7월 경인고속도로, 1970년 7월에 경부 고속도로가 준공되었다. 1970년 4월, 새마을 운동이 시작되었다. 이시기에 연평균 경제성장률 9.6%, 연평균 수출증가율 33.7%, 연평균 수입증가율 27.3% 가량을 기록했다.
하지만 1970년 11월 전태일의 분신으로 빠른 성장의 이면이 드러나기도 했다.

## 제3차 경제 개발 5개년 계획
제3차 경제개발 5개년 계획 (1972년 ∼ 1976년)의 목표는 중화학공업화를 추진하여 안정적 균형을 이룩하는 데 두었다. 이 기간에는 착수 직전인 1971년 8월의 ‘닉슨 쇼크’에 의한 국제경제 질서의 혼란, 1973년 10월의 제1차 석유파동 등으로 어려운 고비에 처하게 되었으나, 외자도입의 급증, 수출 드라이브 정책, 중동 건설경기 등으로 난국을 극복하여 연평균 9.7%의 성장률을 유지하였다.
이 시기에는 1973년 6월 9일 포항종합제철소 제1고로가 준공되었으며 이는 경부고속도로 건설비용의 3배에 해당하는 1,205억원의 자금을 쏟아부은 결과물이었다. 곧이어 1974년 6월 현대중공업 울산조선소가 준공되었다. 1975년을 기점으로 남한 경제가 북한 경제를 완전히 앞질렀다.

## 제4차 경제 개발 5개년 계획
제4차 경제개발 5개년 계획(1977년 ∼ 1981년)은 성장·형평, 능률의 기조 하에 자력성장 구조를 확립하고 사회개발을 통하여 형평을 증진시키며, 기술을 혁신하고 능률을 향상시키는 것을 목표로 하였다. 1977년 7월 1일부터 영업세·물품세·직물류세·유흥음식세 등 복잡한 세목들을 하나로 통합한 부가가치세를 시행하였다. 1977년 12월말 수출 100억 달러, 1인당 국민총생산(GNP) 1,000달러를 달성했다.
하지만, 1978년에는 물가고와 부동산 투기, 생활필수품 부족, 각종 생산애로 등의 누적된 문제점이 나타났다. 1979년 제2차 석유파동이 가세하여 한국경제를 더욱 어려운 고비로 몰아넣었고, 1980년에는 광주에서 발생한 5.18 민주화운동 등의 정국혼란과 사회적 불안, 흉작이 겹쳐 마이너스 성장을 겪었으나 다행히 1981년에는 경제가 다시 회복세를 보였다.

## 제5차 경제 개발 5개년 계획
제5차 경제사회발전 5개년 계획(1982년 ∼ 1986년)은 이때까지 계획의 기조로 삼았던 ‘성장’을 빼고 안정, 능률, 균형을 기조로 하여 물가안정·개방화, 시장 경쟁의 활성화, 지방 및 소외 부문의 개발을 주요정책 대상으로 하였다. 이 계획의 가장 큰 성과는 한국 경제의 고질적 문제였던 물가를 획기적으로 안정시킨 것이며, 이를 바탕으로 1986년부터 3저 호황이라는 유리한 국제환경변화를 맞아 경상수지의 흑자전환, 투자재원의 자립화로 경제의 질적 구조를 튼튼하게 하였다.

## 제6차 경제 개발 5개년 계획
제6차 경제사회발전 5개년 계획(1987년 ~ 1991년)은 ‘능률과 형평을 토대로 한 경제선진화와 국민복지의 증진’을 기본목표로 설정하고, 21세기에 선진사회에 진입하기 위한 제1단계 실천계획으로 수립되었다. 특히 흑자기조로의 전환에 따라 선진국의 보호주의 압력과 대내적인 소외부문의 소득보상 욕구가 더욱 커지게 되어, 이에 대응하기 위한 전략으로 자율 ·경쟁 ·개방에 입각한 시장경제 질서의 확립, 소득분배 개선과 사회개발의 확대, 그리고 고기술부문을 중심으로 한 산업구조의 개편을 중점과제로 삼게 되었다.
그 결과 경제성장률은 목표 7.5%를 상회하여 10%를 달성하였으며, 실업률은 2.4%로 고용안정을 가져왔고, 저축증대에 노력한 결과 국내저축률은 당초 예상보다 높은 36.1%에 이르다. 1987년 경상수지 흑자액 97억달러, 1988년 경상수지 흑자가 무려 국민총생산(GNP)의 8%인 145억달러에 달하기도 했다.
지속적인 경제개발 성공으로 1986년 아시안 게임, 1988년 하계 올림픽을 성공적인 개최로 이어졌다.

## 제7차 경제 개발 5개년 계획
제7차 경제사회발전 5개년 계획(1992년 ∼ 1996년)은 자율과 경쟁에 바탕을 두어 경영혁신·근로정신·시민윤리 확립을 통해 21세기 경제사회의 선진화와 민족통일을 지향한다는 기본목표 아래 기업의 경쟁력 강화, 사회적 형평 제고와 균형 발전, 개방·국제화의 추진과 통일기반 조성 등을 3대전략으로 삼았다. 이 기간 동안 연평균 7.5%의 실질경제성장률을 달성하기 위해서는 기업의 소유 집중을 분산하고, 산업구조 조정을 원활하게 하며, 기술개발·정보화를 도모하고, 사회간접자본에 대한 투자를 확충시켜 나갔다.
그 결과, 1995년 수출 1,000억달러, 1인당 국민소득(GNI) 10,000달러를 달성했다. 곧이어 1996년 경제협력개발기구(OECD)에 가입했다.
하지만 고도성장의 부작용으로 1994년 성수대교 붕괴사고과 1995년 삼풍백화점 붕괴사고라는 어두운 이면이 생겨났다.

## 그후
경제 개발 계획 마지막 연도인 1997년 11월에 IMF 외환위기가 일어나고 1998년 김대중 정부는 IMF의 요구로 민간 경제활동 자유 보장과 시장경제질서 편입, 재정 안정화를 근거로 경제 개발 계획을 폐기하였고 재정정책, 공공재 관리 등 꼭 필요한 것만 담당하였고 이외의 것은 가급적 정부 개입을 최소화하였다.

## 성과 및 비판
미국은 제2공화국 정책과 비교하면서 군사정권의 경제정책을 공산주의적이라며 반대했다.
하지만 1인당 국민소득(GDP)이 기하급수적으로 올라가며 2006년 2만 달러에 이어 2017년 3만 달러를 돌파했다. 엄청난 경제개발과 국민 복지가 좋아지며 대한민국의 엄청난 성장을 이루었다.
외국에게 원조를 받았던 수원국에서 원조를 주는 공여국으로 바뀐 국가는 현재까지 대한민국이 유일하다.

## 같이 보기
- 소련의 국민경제 5개년 계획
- 대한민국 국군의 베트남 전쟁 참전
- 국토종합개발 5개년 계획
- 국토건설단
- 박정희
- 장면
- 장준하
- 윤보선
- 전두환
- 한강의 기적
- 라인강의 기적
- 베트남 전쟁
- 한독근로자채용협정
- 제1차 오일 쇼크
- 제2차 오일 쇼크